# Skomakare-Källaren

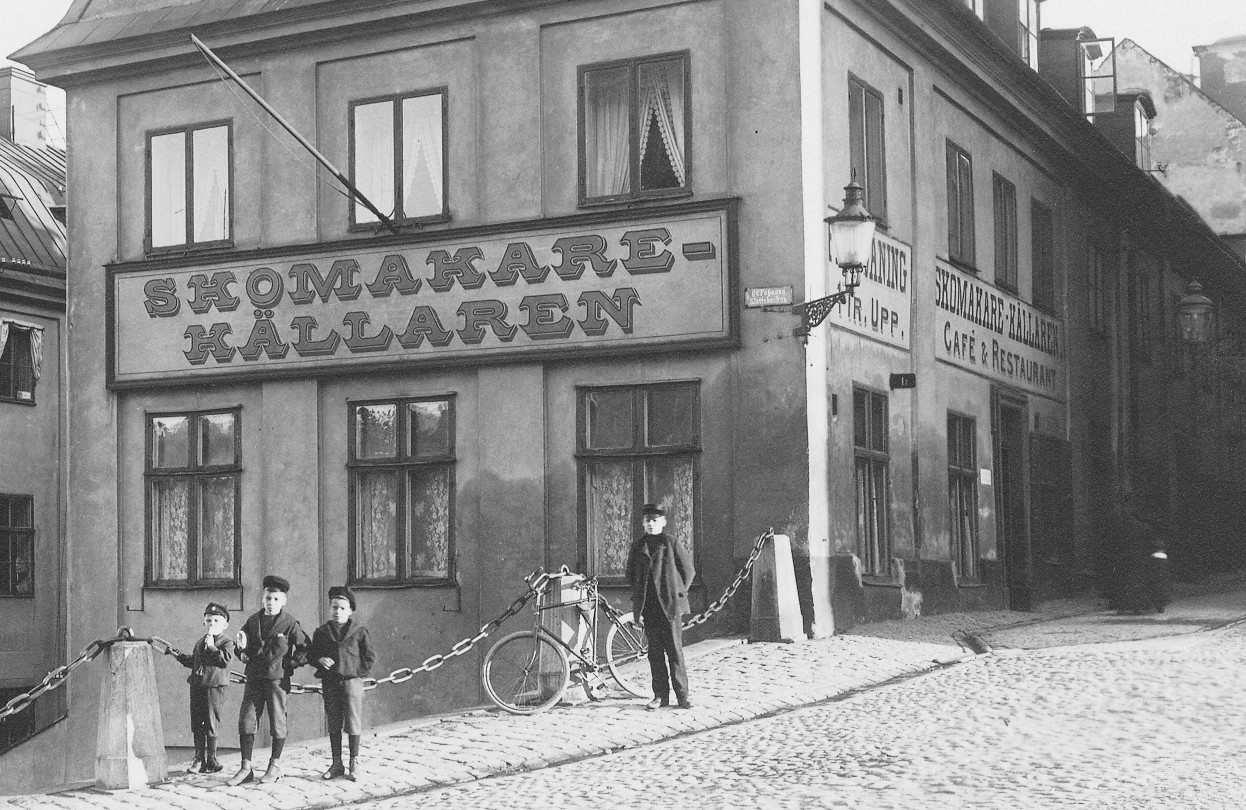
Skomakarekällaren, Slottsbacken / Bollhusgränd, 1900-talets början.

Skomakare-Källaren, Café och Restaurant, var en svensk restaurang som etablerades under slutet av 1700-talet och fram till 1903 låg i kvarteret Pegasus på hörnet av Slottsbacken och Bollhusgränd i Gamla stan i Stockholm.

## Historik

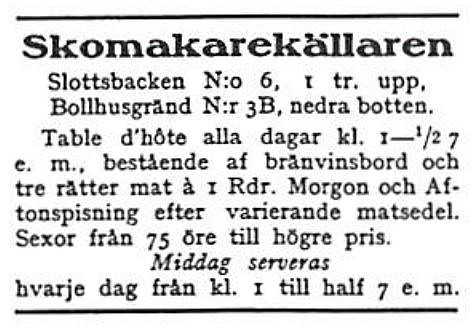
Annons från 1874.

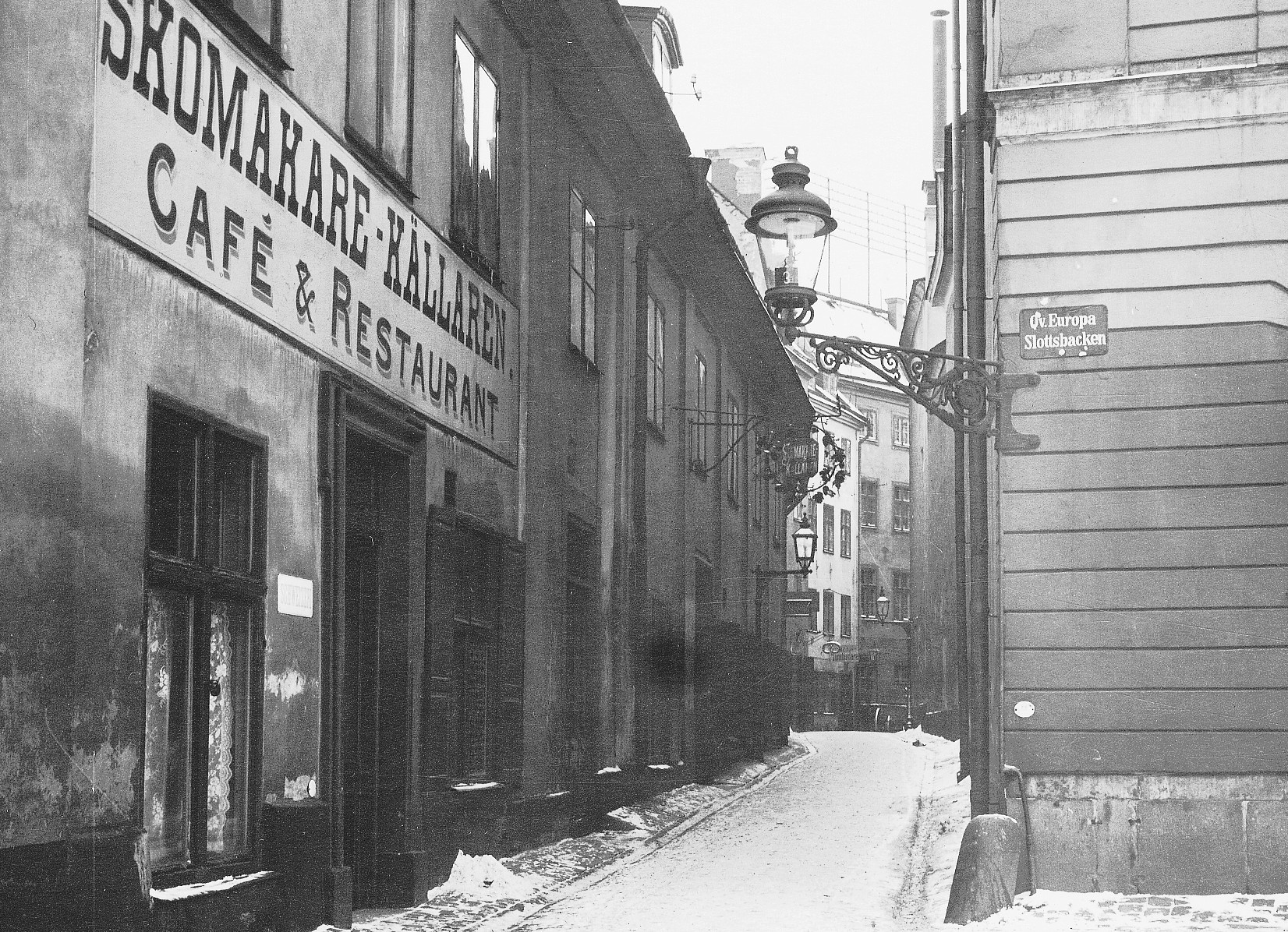
Skomakarekällaren, Bollhusgränd, 1906. I gränden syns vinlövsskylten.

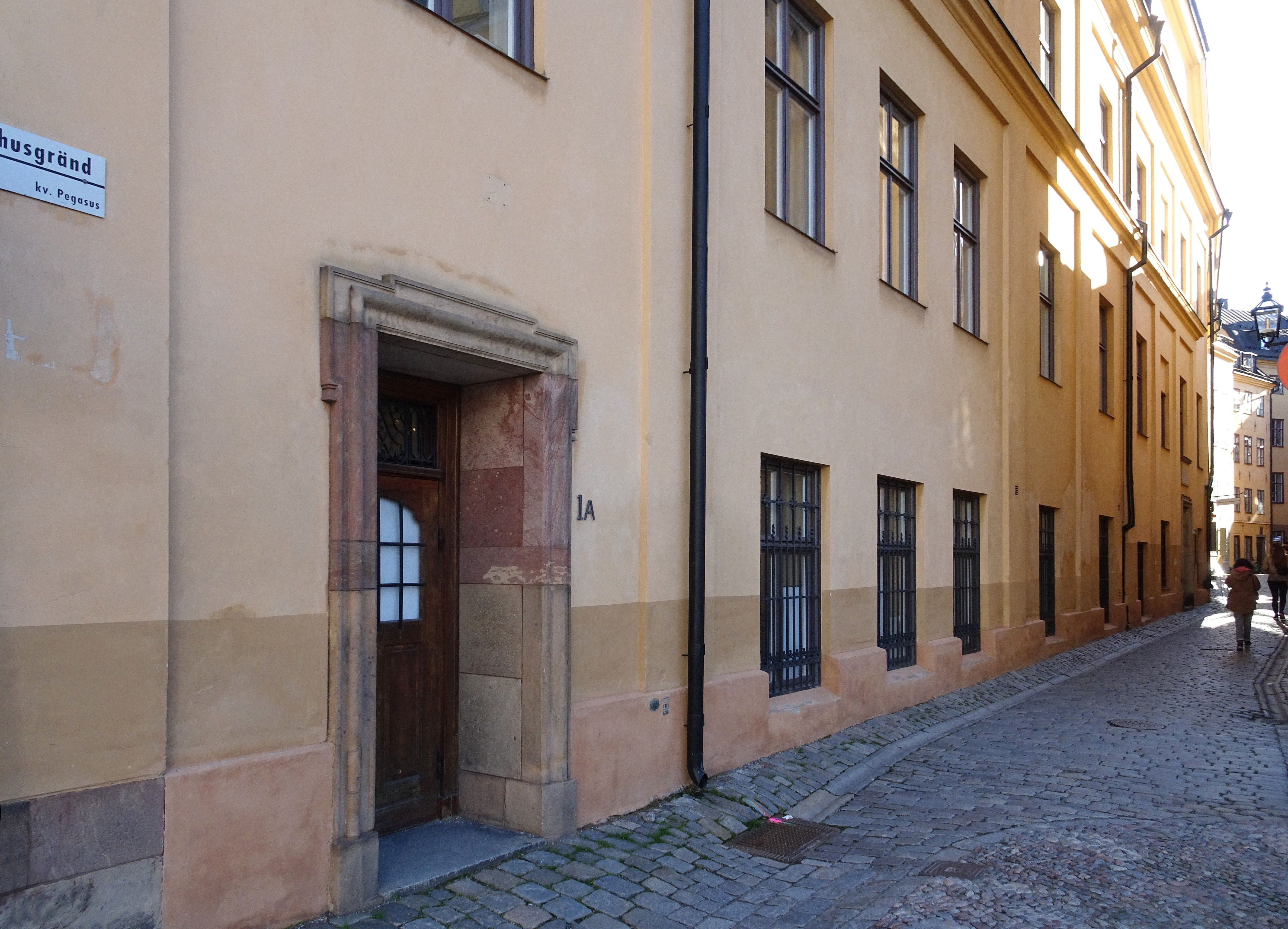
Samma plats som ovan, oktober 2019.

Byggnaden har sina rötter i 1680-talet då det uppfördes för den förmögne fransmannen Honoré Boneau. På 1700-talet bestod komplexet av en huvudbyggnad med två flyglar mot norr och Slottsbacken. År 1780 förvärvades byggnaden av Skomakareämbetet som lät bygga om det 1805. I västra flygeln lät ämbetet inrätta Skomakare-Källaren. Café och matsal var utsmyckade med väggpilastrar och hade ett vackert kassettak. Restaurangen lär ha haft totalt 28 rum, de flesta sannolikt ganska små.
Lilla Skomakar-Källaren, även kallad Bakfickan hade ingången vid Bollhusgränd. Utanför hängde en skylt med den för vinkällare typiska vinlövskrans, som sägs härstamma från början av 1700-talet, då källaren Drufvan låg här och senare även källaren Draken. Skomakare-Källaren var populär och hit kom framförallt småborgare, kontorister och affärsmän. En annons från 1874 visar att man då hade morgon- och kvällsservering enligt matsedel. Ville man ha en sexa, det vill säga en lättare kvällsmåltid, kostade det från 75 öre och uppåt. Klockan 13.00 – 18.00 kunde man få middag i form av table d'hôte, som bestod av brännvinsbord och tre maträtter att välja bland. Priset för detta var 1 riksdaler riksmynt. 
Skomakare-Källaren ansågs som "ett av huvudstadens trivsammaste näringställen" för att citera en rad ur kapitlet Slottsbacken och Storkyrkan i boken Stockholmsliv av Staffan Tjerneld. Ända fram till 1850-talet låg mot Bollhusgränd också Sko-Magasinets små bodar eller "skolådor" som de kallades, där mindre mästare höll till. 
Mellan 1997 och 2020 fanns Myntkabinettet i huset och krogen återuppstod med namnet Myntkrogen och väggarna var dekorerade med förstoringar av sedelmotiv.